# Jincheng
Jincheng (cinese: 晋城; pinyin: Jìnchéng) è una città-prefettura della Cina nella provincia dello Shanxi.

## Suddivisioni amministrative
- Chengqu
- Gaoping
- Contea di Zezhou
- Contea di Qinshui
- Contea di Yangcheng
- Contea di Lingchuan